# Ghelendjik
Ghelendjik (în rusă: Геленджик) este un oraș situat în partea de sud-vest a Federației Ruse, în ținutul Krasnodar, pe malul Mării Negre. La recensământul din 2010, orașul Ghelendjik avea o populație de 54.813 locuitori. Orașul Ghelendjik este o stațiune estivală.

## Istoric
Orașul este menționat încă din Antichitate sub numele de Torikos, acesta fiind un avanpost al grecilor. În timpul romanilor este menționat în anul 64 î.Hr. sub numele de Pagrae. Distrus de huni, în zona golfului Gelendjik genovezii menționează satul sub numele de Maurolaca.